# بوتیمار کمینه
بوتیمار کمینه (نام علمی: Ixobrychus exilis) نام یک گونه از سرده غمخورک‌ها است.